# 14-я церемония «Грэмми»
14-я церемония вручения премий «Грэмми» состоялась 15 марта 1972 года в Felt Forum, Нью-Йорк.

## Основная категория
- Запись года
  - Lou Adler (продюсер) & Кэрол Кинг за запись «It's Too Late»

- Альбом года
  - Lou Adler (продюсер) & Кэрол Кинг за альбом Tapestry

- Песня года
  - Кэрол Кинг (автор) за песню «You’ve Got a Friend»

- Лучший новый исполнитель
  - Карли Саймон

## Классическая музыка

### Альбом года
- Владимир Горовиц (пианист), продюсеры Richard Killough & Thomas Frost — за запись фортепианных сочинений Сергея Рахманинова (Horowitz Plays Rachmaninoff (Etudes-Tableaux Piano Music; Sonatas);

### Лучшая запись сочинения для оркестра
- Карло Мария Джулини (дирижёр) — за запись Симфонии № 1 Густава Малера

## Поп

### Лучшее женское вокальное поп-исполнение
- Кэрол Кинг — «Tapestry»

### Лучшее мужское вокальное поп-исполнение
- Джеймс Тэйлор — «You’ve Got a Friend»